# Parc national de Øvre Pasvik
Le parc national de Øvre Pasvik est un parc national norvégien situé dans la municipalité de Sør-Varanger, dans le comté de Finnmark, à l'extrême nord du pays, aux frontières finlandaise et russe. Les propositions pour un parc national à Øvre Pasvik ont été lancées pour la première fois en 1936, mais le parc n’a été créé que le 6 février 1970. Il couvrait à l’origine 66 kilomètres carrés, mais a été agrandi le 28 août 2003, il s'étend désormais sur 119 km².

## Description
Le parc a sa frontière occidentale qui longe la frontière entre la Finlande et la Norvège.
Protégeant la forêt boréale, il abrite de nombreux lacs et plans d'eau qui couvrent près de 20% de sa surface. Il est dominé par une taïga sibérienne composée de forêts anciennes de pins sylvestres, qui couvrent la moitié de la superficie du parc, de lacs peu profonds et de tourbières. Le parc compte 190 espèces de plantes à fleurs.

## Faune
L’ours brun hiberne dans le parc et deux à quatre femelles ont des oursons dans le parc et la zone de protection du paysage chaque année. Les ours peuvent également être trouvés en transit entre la Russie et la Finlande. D’autres mammifères communs comprennent le renard roux, l'hermine, la belette, le vison d’Amérique et la martre des pins. La population d’élans a augmenté ; son usure sur la population d’arbres affecte la repousse des arbres. Le lemming norvégien et le lemming des bois sont rares ; Le lynx traverse parfois le parc. On y trouve quelques loups. Pasvik est l’une des rares régions de Norvège où l’on trouve la musaraigne de Laxmann. L’élevage de rennes est autorisé dans le parc, bien que la zone soit principalement utilisée pendant l’hiver, car les troupeaux sont déplacés vers Varangerfjorden pour les étés. Le raton laveur est une espèce introduite en Europe et a été repéré pour la première fois dans la zone du parc national en 1983. 
Il y a huit espèces de poissons dans le parc : le grand brochet et la perche européenne sont les plus communs, d’autres comprennent l’ombre grise, le méné commun, la lotte, l’épinoche à trois épines et la truite brune la moins commune. 
Les oiseaux sont dominées par des espèces de la taïga sibérienne, qui ne sont pas communes en Norvège. Les espèces comprennent le mésangeai de Sibérie, le gros-bec des pins, la grue commune et le cygne commun. Plusieurs espèces de moineaux et de charadriiformes sont également communes. Il existe également trois espèces de Falconiformes: la buse pattue, le faucon émerillon et le balbuzard pêcheur, ce dernier pouvant être vu en train de chasser sur Ellenvatnet et Ødevatnet. La chouette lapone et le hibou grand-duc sont communs les années avec beaucoup de rongeurs. 

## Galerie

Carte du parc.
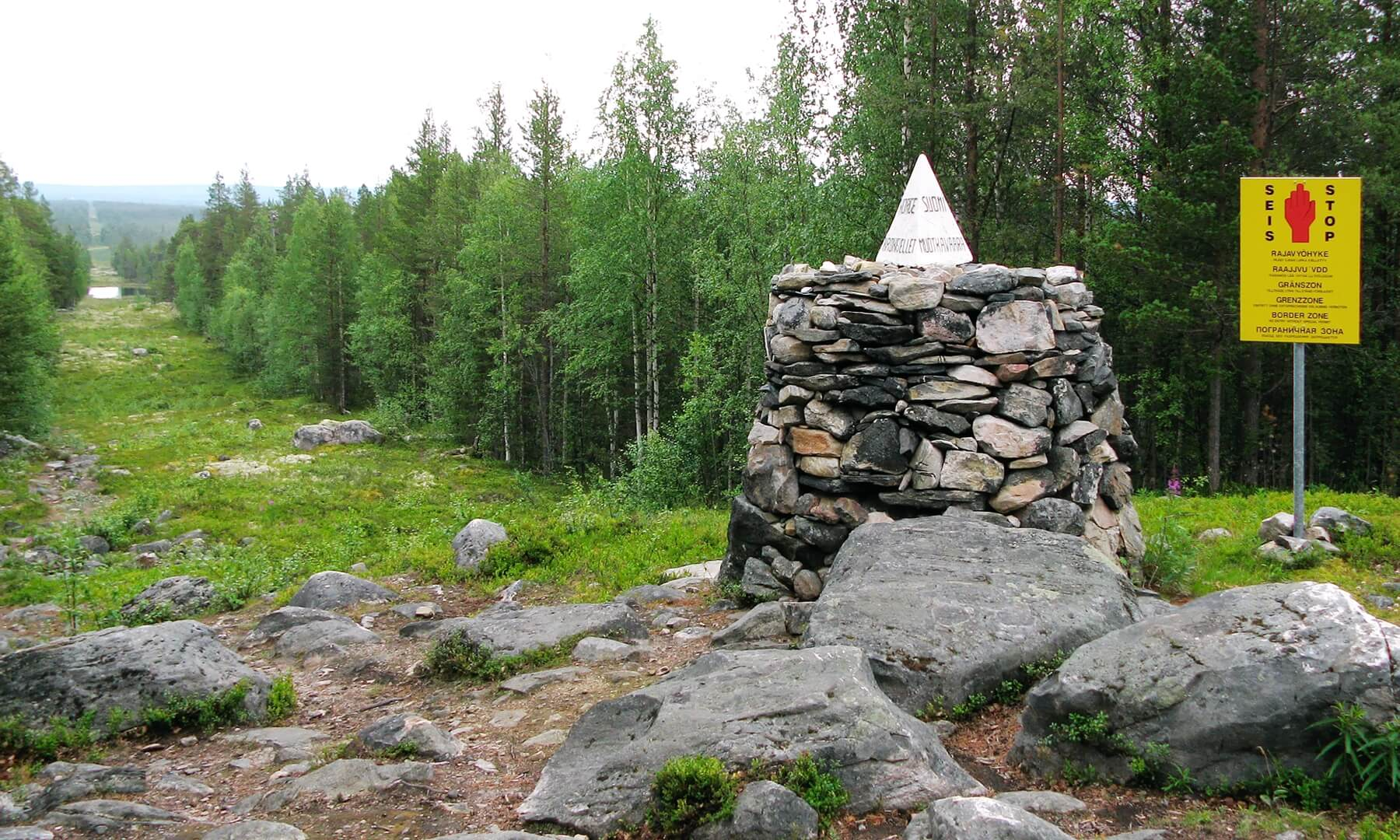
Marque des frontières norvégienne, finlandaise et russe.